# Almen Abdi
Almen Abdi (Prizren, 21 oktober 1986) is een Zwitserse voetballer van Kosovaarse afkomst die bij voorkeur als middenvelder speelt. Hij verruilde in 2016 Watford FC voor Sheffield Wednesday.

## Interlandcarrière
Onder leiding van de Duitse bondscoach Ottmar Hitzfeld maakte Nef zijn debuut voor het Zwitsers voetbalelftal op 20 augustus 2008 in de oefenwedstrijd tegen Cyprus (4-1) in Lancy, net als Alain Nef (FC Zürich), Sandro Burki (FC Aarau), Valentin Stocker (FC Basel) en Eldin Jakupović (Grasshopper-Club). Abdi speelde ook drie wedstrijden voor de U21-ploeg van Zwitserland.

## Erelijst
| Kampioen Super League | 3x | 2005/06, 2006/07, 2008/09 |
| Beker van Zwitserland | 1x | 2004/05                   |